# Sarophorus carinatus
Sarophorus carinatus är en skalbaggsart som beskrevs av Frolov och Clarke H. Scholtz 2003. Sarophorus carinatus ingår i släktet Sarophorus och familjen bladhorningar. Inga underarter finns listade i Catalogue of Life.